# Criciúma
Criciúma – miasto brazylijskie leżące w stanie Santa Catarina, 180 kilometrów na południe od stolicy stanu Florianópolis.
Miasto założone zostało 6 stycznia 1880 roku przez włoskich imigrantów. W roku 2005 miasto obejmowało obszar 209,8 km², który zamieszkiwało 175 491 mieszkańców. Najbliższe miasta to: Siderópolis, Cocal do Sul, Morro da Fumaça, Maracajá, Araranguá, Nova Veneza, Forquilhinha, Içara.
Miasto jest siedzibą klubu piłkarskiego Criciúma.